# Санта-Фе (Нью-Мексико)
Санта-Фе (англ. Santa Fe, навахо Yootó, ісп. букв. «Свята віра»; повна історична назва La Villa Real de la Santa Fé de San Francisco de Asís — «Королівське місто Святої Віри Франциска Асизького») — місто на південно-заході (англ. city) в США, в окрузі Санта-Фе столиця штату Нью-Мексико. Населення — 87 505 осіб (2020).

## Географія
Санта-Фе розташована за координатами 35°39′58″ пн. ш. 105°58′25″ зх. д. / 35.66611° пн. ш. 105.97361° зх. д. (35.666038, -105.973720).  За даними Бюро перепису населення США в 2010 році місто мало площу 119,25 км², з яких 119,08 км² — суходіл та 0,17 км² — водойми. В 2017 році площа становила 135,57 км², з яких 135,15 км² — суходіл та 0,42 км² — водойми.

### Клімат
| Клімат : Санта-Фе       | Клімат : Санта-Фе | Клімат : Санта-Фе | Клімат : Санта-Фе | Клімат : Санта-Фе | Клімат : Санта-Фе | Клімат : Санта-Фе | Клімат : Санта-Фе | Клімат : Санта-Фе | Клімат : Санта-Фе | Клімат : Санта-Фе | Клімат : Санта-Фе | Клімат : Санта-Фе | Клімат : Санта-Фе |
| Показник                | Січ.              | Лют.              | Бер.              | Квіт.             | Трав.             | Черв.             | Лип.              | Серп.             | Вер.              | Жовт.             | Лист.             | Груд.             | Рік               |
| Абсолютний максимум, °C | 18,3              | 22,8              | 25,0              | 28,9              | 35,6              | 37,2              | 37,2              | 35,6              | 34,4              | 30,6              | 23,9              | 18,3              | 37,2              |
| Середній максимум, °C   | 6,4               | 9,0               | 13,3              | 18,2              | 23,4              | 28,6              | 29,9              | 28,6              | 25,4              | 19,2              | 11,7              | 6,2               | 18,3              |
| Середня температура, °C | −0,8              | 1,6               | 5,0               | 9,2               | 14,2              | 19,2              | 21,2              | 20,2              | 16,7              | 10,6              | 3,8               | −0,9              | 10,0              |
| Середній мінімум, °C    | −8,1              | −5,8              | −3,3              | 0,2               | 5,0               | 9,7               | 12,4              | 11,8              | 8,1               | 1,9               | −4,1              | −8,1              | 1,7               |
| Абсолютний мінімум, °C  | −25,6             | −31,1             | −21,1             | −12,2             | −7,2              | −2,2              | 2,8               | 2,2               | −3,3              | −15               | −24,4             | −27,2             | −31,1             |
| Норма опадів, мм        | 15                | 13                | 24                | 20                | 24                | 33                | 59                | 57                | 39                | 34                | 22                | 21                | 360               |
| Днів з опадами          | 3,4               | 3,7               | 4,7               | 4,0               | 4,7               | 5,6               | 9,6               | 10,3              | 6,3               | 5,2               | 4,0               | 4,2               | 65,7              |
| Днів зі снігом          | 1,9               | 1,5               | 1,3               | ,4                | 0                 | 0                 | 0                 | 0                 | 0                 | ,3                | ,8                | 2,2               | 8,4               |
| ----------------------- | ----------------- | ----------------- | ----------------- | ----------------- | ----------------- | ----------------- | ----------------- | ----------------- | ----------------- | ----------------- | ----------------- | ----------------- | ----------------- |
| Джерело: NOAA           |                   |                   |                   |                   |                   |                   |                   |                   |                   |                   |                   |                   |                   |

## Демографія
Згідно з переписом 2010 року, у місті мешкало 67 947 осіб у 31 895 домогосподарствах у складі 16 127 родин. Густота населення становила 570 осіб/км².  Було 37200 помешкань (312/км²).
Расовий склад населення:
| - 78,9 % — білих - 2,1 % — корінних американців - 1,4 % — азіатів - 1,0 % — чорних або афроамериканців - 0,1 % — вихідців з тихоокеанських островів - 12,8 % — осіб інших рас |

До двох чи більше рас належало 3,7 %. Частка іспаномовних становила 48,7 % від усіх жителів.
За віковим діапазоном населення розподілялося таким чином: 18,9 % — особи молодші 18 років, 63,5 % — особи у віці 18—64 років, 17,6 % — особи у віці 65 років та старші. Медіана віку мешканця становила 44,0 року. На 100 осіб жіночої статі у місті припадало 90,0 чоловіків;  на 100 жінок у віці від 18 років та старших — 87,1 чоловіків також старших 18 років.
Середній дохід на одне домашнє господарство  становив 71 646 доларів США (медіана — 50 737), а середній дохід на одну сім'ю — 83 046 доларів (медіана — 60 301). Медіана доходів становила 40 034 долари для чоловіків та 39 696 доларів для жінок. За межею бідності перебувало 17,6 % осіб, у тому числі 26,2 % дітей у віці до 18 років та 9,8 % осіб у віці 65 років та старших.
Цивільне працевлаштоване населення становило 40 833 особи. Основні галузі зайнятості: освіта, охорона здоров'я та соціальна допомога — 21,8 %, науковці, спеціалісти, менеджери — 15,4 %, мистецтво, розваги та відпочинок — 15,4 %.